# Florin Ilie
Florin Ionuţ Ilie (sinh ngày 18 tháng 6 năm 1992) là một cầu thủ bóng đá người România thi đấu ở vị trí trung vệ cho Mioveni.